# Палици
 Тази статия е за селото в България.  За италианската община вижте Палици (Италия).  
Палици е село в Северна България. То се намира в община Елена, област Велико Търново.

## География
Село Палици се намира на 13 километра от град Елена по пътя за Сливен. Разположено е на висок рид, който служи за вододел между Костелската и Бебровската реки. Климатът е умерено-планински с прохладно лято и дълга есен.
Селото се състои от две части: Горно Палици (старото село) зад реката по посока на село Каменари, където и сега има запазени стари къщи. Там е имало и стар хан. Предполага се, че тук е възникнало селото; Долно Палици (Развалаци). При набези на турци и разбойници тази част била често разорявана, затова се нарича Развалаци.

## История
За произхода на наименованието му има няколко предания. Едното гласи, че след изкореняването на гората била запалена папратта, за да се освободи място за къщите и от думата „пали“ се получило името Палици.
Друго предание разказва, че първи поселници били двама братя. Единият бил дребен на ръст и затова му викали пале. Той живеел в източния край на селото, поради което тази част била наречена „Палик“ и оттам дошло наименованието Палици. Другият брат живеел в западния край на селището и зиме правел пъртина в снега, но брат му си пускал свините и я развалял. Затова западната махала била наречена Развалаци.
Има данни, че наименованието на селото произхожда от латински – Palatium (палатка, шатра), което означавало палатка, лятна вила, каквито строели римляните край пътищата. А недалеч оттук минавал римският път от Никополис ад Иструм за прохода Вратник (Демир капия) в Стара планина.
Друга версия сочи, че в крайпътния хан отсядали търговци и други пътници. Същият бил пален неколкократно и след това възстановяван. От тези палежи произлязло названието на селището.
В околностите на Палици са бродели в турско време хайдути народни отмъстители и четници. През 1900 – 1901 г. при добив на дърва за огрев, в едно кухо дъбово дърво (хралупа) е намерен човешки скелет и пушка. Има догадки, че може би в селото е имало местен революционен комитет, тъй като на тавана на стара къща са намерени комитетски книжа, предадени на училищния музей в с. Чакали. Селото е средище на няколко близки махали. По време на Руско-турската война 1877 – 1878 г. в околностите му имало башибозушки лагер. По време на сраженията селото и махалите са опожарени и разграбени.

## Население
Преброяване на населението през 2011 г.
Численост и дял на етническите групи според преброяването на населението през 2011 г.:
|                     | Численост | Дял (в %) |
| Общо                | 158       | 100,00    |
| Българи             | 129       | 81,64     |
| Турци               | 0         | 0,00      |
| Цигани              | 21        | 13,29     |
| Други               | 0         | 0,00      |
| Не се самоопределят | 3         | 1,89      |
| Неотговорили        | 5         | 3,16      |

## Религии
Счита се, че църква в селището е имало още в турско време. Документирано е, че църквата „Св. Василий Велики“ е издигната от дърво в 1881 г., а през 1898 година е построена нова каменна църква. В преддверието е поставена паметна плоча за загиналите през войните 1912 – 1918 година.

## Обществени институции
Не е известно точно кога е открито училище в селото. Има вероятност да е съществувало преди Освобождението, но в летописната книга е отбелязано, че учебни занятия са водени през 1879 – 1880 г. През 1910 – 1911 г. е построена училищна сграда с 4 класни стаи.
През януари 1897 г. е основано ученолюбиво дружество „Просвещение“, което впоследствие става читалище „Просвета“. Негов основател е учителят Георги Дюлгеров. Активни читалищни дейци са Иван Д. Драганов, Иван Иванов Аврамов, Христо Д. Христов, Христо Дюлгеров.

## Язовир Палици
От 2016 година се стопанисва и се практикува спортен риболов. Зарибен е с шаран, толстолоб, амур, сом, есетра и бяла риба. В него е изградено най-голямото рибно стопанство в региона, в което се отглеждат шаран, сом и есетра. Има възможност за закупуване на жива риба целогодишно,